# Serena Brooke
Pour les articles homonymes, voir Brooke.
Serena Brooke est une surfeuse professionnelle australienne née le 9 janvier 1976 à Coolangatta, Queensland en Australie.

## Biographie
Serena a commencé à participer à des concours amateurs en 1990 où elle fut couronnée par le titre de surf amateur du Queensland ainsi que l'Australian National. Après son diplôme d'études secondaires en 1995, elle entra dans les rangs des professionnels et a terminé sa première saison 13e et a été nommée Rookie of the Year. Elle finira seconde du classement à deux reprises du WCT. En 2001, elle a joué dans le documentaire de surf 7 filles, et a également joué dans de nombreuses vidéos de surf.

## Filmographie
- 2003 : Modux Mix[1] documentaire américain avec entre autres Megan Abubo, Lisa Andersen, Rochelle Ballard, Layne Beachley, Samantha Cornish, Chelsea Georgeson, Keala Kennelly, Sofia Mulanovich.
- 2001 : 7 filles documentaire

## Carrière

### Podiums
- 2000 : 3e championnat du monde ASP.
- 1999 : Vice-Championne du monde ASP.
- 1998 : Vice-Championne du monde ASP.

### Victoires[2]
- 2004 : The M. Price Pro, New Pier, Durban, Afrique du Sud (WQS)
- 2003 : The M. Price Pro, New Pier, Durban, Afrique du Sud (WQS)
- 1999 : The Quiksilver Roxy Pro, Gold Coast, Queensland, Australie (WCT)
- 1999 : Billabong Pro, Anglet, Pyrénées-Atlantiques, France et Mundaka, Pays basque (WCT)
- 1999 : Billabong Pro, Bells Beach, Queensland, Australie (WCT)
- 1998 : Rusty Newport Pro-Am, Newport Beach, Californie, États-Unis (WCT)
- 1998 : Clarion Wahine's, Lowers Trestles, Californie, États-Unis (WCT)
- 1998 : Marui Women's Pro, Torami Beach, Chiba, Japon (WCT)
- 1996 : Rip Curl Women's Pro Hossegor, Hossegor, Landes, France (WCT)
- 1996 : Tokushima/OP Pro World Challenge, Tokushima, Shikoku, Japon (WCT)

### WCT
- 2008 : 17e rétrogradée en WQS
- 2007 : non-qualifiée
- 2006 : 16e rétrogradée en WQS
- 2005 : 12e
- 2004 : non-qualifiée
- 2003 : non-qualifiée
- 2002 : 14e rétrogradée en WQS
- 2001 :  5e
- 2000 :  3e
- 1999 :  2e - 3 victoires
- 1998 :  2e - 2 victoires
- 1997 :  9e
- 1996 : 10e - 2 victoires
- 1995 : 13e